# Chicoreus
Chicoreus is een geslacht van weekdieren uit de klasse van de Gastropoda (slakken).

## Soorten
- Chicoreus aculeatus (Lamarck, 1822)
- Chicoreus akritos (Radwin & D'Attilio, 1976)
- Chicoreus allaryi (Houart, Quiquandon & Briano, 2004)
- Chicoreus anosyensis (Bozzetti, 2013)
- Chicoreus arbaguil (Houart, 2015)
- Chicoreus asianus (Kuroda, 1942)
- Chicoreus austramosus (E.H. Vokes, 1978)
- Chicoreus axicornis (Lamarck, 1822)
- Chicoreus banksii (G.B. Sowerby II, 1841)
- Chicoreus boucheti (Houart, 1983)
- Chicoreus bourguignati (Poirier, 1883)
- Chicoreus brevifrons (Lamarck, 1822)
- Chicoreus brianbaileyi (Mühlhäusser, 1984)
- Chicoreus brunneus (Link, 1807)
- Chicoreus bullisi (Vokes, 1974)
- Chicoreus bundharmai (Houart, 1992)
- Chicoreus capucinus (Lamarck, 1822)
- Chicoreus cervicornis (Lamarck, 1822)
- Chicoreus cloveri (Houart, 1985)
- Chicoreus cnissodus (Euthyme, 1889)
- Chicoreus cornucervi (Röding, 1798)
- Chicoreus corrugatus (G.B. Sowerby II, 1841)
- Chicoreus cosmani (Abbott & Finlay, 1979)
- Chicoreus crosnieri (Houart, 1985)
- Chicoreus damicornis (Hedley, 1903)
- Chicoreus denudatus (Perry, 1811)
- Chicoreus dharmai (Houart, 2015)
- Chicoreus dodongi (Houart, 1995)
- Chicoreus dovi (Houart, 1984)
- Chicoreus dunni (Petuch, 1987)
- Chicoreus duyenae (Thach, 2016)
- Chicoreus elisae (Bozzetti, 1991)
- Chicoreus exuberans (Cossignani, 2004)
- Chicoreus felicitatis (Bozzetti, 2011)
- Chicoreus florifer (Reeve, 1846)
- Chicoreus fosterorum (Houart, 1989)
- Chicoreus franchii (Cossignani, 2005)
- Chicoreus groschi (Vokes, 1978)
- Chicoreus guillei (Houart, 1985)
- Chicoreus ingridmariae (Houart, 2010)
- Chicoreus insularum (Pilsbry, 1921)
- Chicoreus janae (Houart, 2013)
- Chicoreus jessicae (Houart, 2008)
- Chicoreus kantori (Houart & Héros, 2013)
- Chicoreus laqueatus (G.B. Sowerby II, 1841)
- Chicoreus lawsi (Maxwell, 1971) †
- Chicoreus leali (Thach, 2016)
- Chicoreus litos (Vokes, 1978)
- Chicoreus loebbeckei (Kobelt, 1879)
- Chicoreus longicornis (Dunker, 1864)
- Chicoreus lorenzi (Houart, 2009)
- Chicoreus maurus (Broderip, 1833)
- Chicoreus mergus (Vokes, 1974)
- Chicoreus microphyllus (Lamarck, 1816)
- Chicoreus miyokoae (Kosuge, 1979)
- Chicoreus mocki (Beals, 1997)
- Chicoreus monicae (Bozzetti, 2001)
- Chicoreus nobilis (Shikama, 1977)
- Chicoreus orchidiflorus (Shikama, 1973)
- Chicoreus paini (Houart, 1983)
- Chicoreus palmarosae (Lamarck, 1822)
- Chicoreus paucifrondosus (Houart, 1988)
- Chicoreus peledi (Vokes, 1978)
- Chicoreus pisori (Houart, 2007)
- Chicoreus rachelcarsonae (Petuch, 1987)
- Chicoreus ramosus (Linnaeus, 1758)
- Chicoreus roberti (Bozzetti, 2015)
- Chicoreus rossiteri (Crosse, 1872)
- Chicoreus rubescens (Broderip, 1833)
- Chicoreus ryosukei (Shikama, 1978)
- Chicoreus ryukyuensis (Shikama, 1978)
- Chicoreus saulii (Sowerby II, 1841)
- Chicoreus setionoi (Houart, 2001)
- Chicoreus solangeae (Bozzetti, 2014)
- Chicoreus spectrum (Reeve, 1846)
- Chicoreus strigatus (Reeve, 1849)
- Chicoreus subpalmatus (Houart, 1988)
- Chicoreus territus (Reeve, 1845)
- Chicoreus teva (Houart & Lorenz, 2016)
- Chicoreus thomasi (Crosse, 1872)
- Chicoreus torrefactus (G.B. Sowerby II, 1841)
- Chicoreus trivialis (A. Adams, 1854)
- Chicoreus varius (G.B. Sowerby II, 1834)
- Chicoreus virgineus (Röding, 1798)
- Chicoreus zululandensis (Houart, 1989)